# Roberto Mirabelli
Roberto Mirabelli (Buenos Aires, Argentina, 24 de marzo de 1935-Manizales, Colombia, 25 de abril de 1993) fue un jugador profesional de fútbol argentino. Desde joven lo apodaron «viejo» o «pelado». Jugador con gran talento, su puesto fue medio izquierdo, manejaba ambos perfiles y pese a su corta estatura llegó a ser muchos goles de cabeza. Sigue siendo uno de los máximos goleadores del Once Caldas colombiano.

## Biografía
En Ferro Carril Oeste de Argentina, club del que era hincha, jugó su único partido oficial en Primera División, en 1957. En 1958 jugaría en All Boys, en Primera B. Sin embargo, una gira realizada en el verano 1956-1957 con Ferro por el Caribe definiría su futuro, ya que terminó incorporándose en el Aucas para 1959. Ese mismo año fue convocado a la selección pichincha (los mejores jugadores extranjeros del momento) para enfrentar al mejor equipo del mundo de la época, el Real Madrid Club de Fútbol (jugaron Ferenc Puskás y Alfredo Di Stéfano entre otros).
En 1960 pasó al fútbol colombiano. Su más larga estadía fue por el Once Caldas, allí jugó 128 partidos en donde convirtió 66 goles.
Jugó también en el Deportivo Cali por el año 1962, dándole un subcampeonato. Su larga trayectoria lo llevó también a vestir también las camisetas de Deportes Tolima y Cúcuta Deportivo en Colombia, Nacional de Uruguay y de la Roma en Estados Unidos.
Mirabelli tiene el récord de haber marcado más goles en un partido jugado en el estadio Atanasio Girardot de Atlético Nacional de Colombia. Ese día (1963-03-10) marcó 4 goles para que el Once Caldas ganara como visitante por 6:0.
Se recuerda entre sus gestas un inolvidable juego que perdía 1-4 de local ante Santa Fe. A ocho minutos del final, se logró remontar el marcador, igualar y finalmente triunfar 5-4. Todo lo hizo Mirabelli con sus geniales acciones.
Dejó de jugar profesionalmente en 1969 luego de varias lesiones. Luego de su retiro se dedicó a los negocios en Argentina y Colombia.
Mirabelli murió a los 58 años de edad en Manizales, lugar donde se había radicado. Luego de un derrame cerebral, pasó 2 años tratándose de recuperar pero nunca lo consiguió. Sus restos fueron en el cementerio San Esteban de Manizales, Colombia.